# Primera División de España 2003-04
La temporada 2003-04 de la Primera División de España de fútbol (73.ª edición) comenzó el 30 de agosto de 2003 y terminó el 23 de mayo de 2004. El Valencia Club de Fútbol se proclamó campeón por sexta vez en su historia, logrando dos títulos ligueros en las últimas tres temporadas.

## Crónica

### Campeonato
Con el campeonato ganado en 2003 en un duelo ante la Real Sociedad, el Real Madrid cerró un exitoso ciclo de triunfos, prescindiendo en pretemporada del técnico Vicente del Bosque y de futbolistas como Fernando Hierro, Claude Makelele y Fernando Morientes entre otros, empezando una nueva etapa con el centrocampista David Beckham y el técnico portugués Carlos Queiroz, ambos procedentes del Manchester United. El inglés se unía a una plantilla que ya contaba con Raúl, Luís Figo, Zidane, Roberto Carlos y Ronaldo. La directiva del Real Madrid, empleando su política de "galácticos", acordó que cualquier otra incorporación procedería de la cantera.
El Deportivo de La Coruña, tercer clasificado de la anterior Liga, consiguió mantener su nivel pese a la marcha de su goleador Roy Makaay al Bayern de Múnich. Con Valerón recuperado de sus lesiones, el Depor volvió a luchar por los títulos. Igualó el tercer puesto en la Liga y vivió una emocionante temporada en Europa. Fue el mejor equipo español en Liga de Campeones de la UEFA, eliminando a clubes ilustres como la Juventus de Turín y el AC Milan, y llegando hasta semifinales, donde cayó ante el que sería el campeón, el Oporto de José Mourinho y Deco con polémica arbitral. No ocurrió lo mismo en la Real Sociedad: Los subcampeones de 2003 lograron llegar a octavos de la Champions, pero no destacaron en la Liga y acabaron en la mitad de la tabla.
El Barcelona, tras varios años sin títulos y la dimisión de su anterior presidente Joan Gaspart, entró en un período de reconstrucción dirigido por Joan Laporta. Para relanzar al club a la élite, fichó al mediapunta brasileño Ronaldinho, campeón del mundo en 2002 con Brasil, con la expectativa de que fuese una de las figuras de la Liga. Otra pieza clave del nuevo proyecto del Barça, el mexicano Rafael Márquez, llegó también en el mercado de verano. El técnico holandés Frank Rijkaard tardó en encontrar un sistema ganador. En primera mitad de la Liga el Barça ofreció un rendimiento mediocre, deambulando por la mitad de la clasificación y sufriendo continuas derrotas, algunas humillantes como un 5-1 ante el Málaga CF y un 1-2 en casa ante el Real Madrid. Pero todo cambió a partir de enero: Una racha de 13 victorias en 15 partidos sirvió para remontar hasta el segundo puesto de la Liga. Con Ronaldinho, Javier Saviola y Luis García como atacantes y el refuerzo de Edgar Davids en el mercado de invierno, el Barça ganó en los estadios de Valencia, Deportivo y Real Madrid. Sólo una derrota en Vigo impidió a los azulgrana luchar por el título de Liga hasta el final.
La Liga acabó siendo un mano a mano entre el Real Madrid y el Valencia, que recuperó el nivel de dos años antes, cuando se adjudicó el título. A falta de tres meses para el final, ambos clubes estaban igualados en cabeza, aunque el Valencia tenía la ventaja del marcador particular tras ganar 2-0 al Madrid en Mestalla y empatar a un gol en el Bernabéu, en el partido más polémico en muchos años. Un muy controvertido penalti de Carlos Marchena a Raúl salvó al Real Madrid de perder en casa el duelo directo entre los contendientes al título.
Desde entonces, el Real Madrid empezó una debacle histórica. Fue derrotado en la final de la Copa del Rey por el Real Zaragoza (2-3 tras prórroga) en un partido muy emotivo, debido a que se celebró poco después del brutal atentado terrorista de Madrid que asesinó a 191 personas. El Real Madrid no se recuperó de aquel fiasco y comenzó a acumular derrotas: fue eliminado ante el Mónaco de Ludovic Giuly y Fernando Morientes en Champions, y perdió seis de los siete últimos partidos de Liga, mostrando un nivel muy inferior al esperado por la calidad de sus jugadores. En la jornada final, que fue su última oportunidad para entrar directamente en la siguiente Champions, los "galácticos" fueron humillados en el Bernabéu por la Real Sociedad (1-4), lo que les dejó finalmente en la cuarta plaza y sin ningún título, cerrando su peor temporada en muchos años. El técnico Carlos Queiroz fue destituido tras aquel encuentro.
El Valencia aprovechó el hundimiento del Real Madrid y ganó el título de Liga, basando su juego en una gran defensa, brindada por jugadores como Santiago Cañizares, Fabián Ayala, Amedeo Carboni y David Albelda. El murciano Mista fue el goleador de un equipo en el que igualmente destacaron Rubén Baraja, Pablo Aimar y, sobre todo, Vicente, que aportó doce goles y terminó la campaña a un nivel excepcional. Hasta la fecha, ha sido el último campeón de liga que no ha sido Real Madrid, F.C. Barcelona o Atlético de Madrid. El éxito no quedó ahí, pues el conjunto ché se adjudicó también la Copa de la UEFA, ganada por 2-0 ante el Olympique de Marsella en la final disputada en Goteborg. Tras llevar al Valencia a la mejor temporada de su historia, Rafa Benítez dejó el club para irse a entrenar al Liverpool FC.

### Plazas por Europa
Tras Valencia, Barcelona, Deportivo y Real Madrid, que entraron en la Champions, la quinta plaza fue para el Athletic Club. Los rojiblancos, con Joseba Etxeberria y Fran Yeste como estrellas, hicieron su mejor temporada en años y se clasificaron para la UEFA.
El duelo por la otra plaza europea lo disputaron el Atlético de Madrid, en el año en el que falleció su propietario Jesús Gil, y tres equipos andaluces. El Sevilla se propuso dar un "salto de calidad" al principio de la temporada, y gracias a los veinte goles del brasileño Júlio Baptista, logró la sexta plaza quedando como el mejor equipo andaluz. La marcha de José Antonio Reyes al Arsenal a mitad de temporada no impidió al conjunto sevillista lograr su objetivo.
Se quedaron sin UEFA el Betis de Víctor Fernández y Joaquín, sin éxito pese a reforzarse en el verano, y un Málaga que, pese a realizar un difícil relevo generacional, soñó con llegar a Europa con los goles de Salva Ballesta. El Atlético, por su parte, falló en la recta final de la temporada. La derrota en casa ante el Zaragoza fue clave. Precisamente fue el conjunto aragonés quien logró el último billete a Europa. Lo hizo al ganar la final de la Copa del Rey ante el Real Madrid.

### Descenso
El Celta de Vigo, cuarto clasificado de la Liga anterior, se hundió en esta temporada. Después de jugar en la Liga de Campeones de la UEFA, incluyendo un histórico triunfo en el Estadio Giuseppe Meazza ante el AC Milan, alcanzó los octavos de final donde cayó ante el Arsenal de Thierry Henry. Pero en la Liga su trayectoria fue mucho peor, pues acabó descendiendo. Perdió al final de la temporada el duelo por la última plaza de permanencia contra el Espanyol. El Real Valladolid acabó en puestos de descenso tras su pésima recta final de campeonato, en la que tiró por la borda su buena primera vuelta. Por su parte, el Real Murcia estuvo durante toda la temporada en los últimos puestos de la liga.

## Clubes participantes y estadios
Veinte equipos tomaron parte en la competición esta temporada.

### Ascensos y descensos
| Pos. | Descendidos a 2.ª División |
| ---- | -------------------------- |
| 18.º | R. C. Recreativo de Huelva |
| 19.º | Deportivo Alavés           |
| 20.º | Rayo Vallecano             |

| Pos. | Ascendidos de 2.ª División |
| ---- | -------------------------- |
| 1.º  | Real Murcia C. F.          |
| 2.º  | Real Zaragoza              |
| 3.º  | Albacete Balompié          |

| Equipo                                    | Ciudad            | Estadio                         | Entrenador       |
| ----------------------------------------- | ----------------- | ------------------------------- | ---------------- |
| Albacete Balompié                         | Albacete          | Carlos Belmonte                 | César Ferrando   |
| Athletic Club                             | Bilbao            | San Mamés                       | Ernesto Valverde |
| Club Atlético de Madrid                   | Madrid            | Vicente Calderón                | Gregorio Manzano |
| Fútbol Club Barcelona                     | Barcelona         | Camp Nou                        | Frank Rijkaard   |
| Real Betis Balompié                       | Sevilla           | Ruiz de Lopera                  | Víctor Fernández |
| Real Club Celta de Vigo                   | Vigo              | Balaídos                        | Félix Carnero    |
| Real Club Deportivo de La Coruña          | La Coruña         | Riazor                          | Javier Irureta   |
| Real Club Deportivo Espanyol de Barcelona | Barcelona         | Estadio Olímpico Lluís Companys | Luis Fernández   |
| Málaga Club de Fútbol                     | Málaga            | La Rosaleda                     | Juande Ramos     |
| Real Club Deportivo Mallorca              | Palma de Mallorca | Son Moix                        | Luis Aragonés    |
| Real Murcia Club de Fútbol                | Murcia            | La Condomina                    | John Toshack     |
| Club Atlético Osasuna                     | Pamplona          | El Sadar                        | Javier Aguirre   |
| Real Racing Club de Santander             | Santander         | El Sardinero                    | Lucas Alcaraz    |
| Real Madrid Club de Fútbol                | Madrid            | Santiago Bernabéu               | Carlos Queiroz   |
| Real Sociedad de Fútbol                   | San Sebastián     | Anoeta                          | Raynald Denoueix |
| Sevilla Fútbol Club                       | Sevilla           | Ramón Sánchez Pizjuán           | Joaquín Caparrós |
| Valencia Club de Fútbol                   | Valencia          | Mestalla                        | Rafa Benítez     |
| Real Valladolid Club de Fútbol            | Valladolid        | Nuevo José Zorrilla             | Antonio Sánchez  |
| Villarreal Club de Fútbol                 | Villarreal        | El Madrigal                     | Paquito García   |
| Real Zaragoza                             | Zaragoza          | La Romareda                     | Víctor Muñoz     |

### Cambios de entrenadores
| Equipo     | Entrenador (jornadas)                                                  |
| ---------- | ---------------------------------------------------------------------- |
| Mallorca   | Jaime Pacheco (1-5) Tomeu Llompart (6) Luis Aragonés (7-38)            |
| Espanyol   | Javier Clemente (1-10) Luis Fernández (11-)                            |
| Zaragoza   | Paco Flores (1-20) Víctor Muñoz (21-)                                  |
| Murcia     | Joaquín Peiró (1-20) John Toshack (21-)                                |
| Celta      | Miguel Ángel Lotina (1-21) Radomir Antić (22-30) Félix Carnero (31-38) |
| Villarreal | Benito Floro (1-25) Paquito García (26-)                               |
| Valladolid | Fernando Vázquez (1-34) Antonio Sánchez Santos (35-)                   |

## Sistema de competición
Como en ediciones anteriores, tomaron parte veinte clubes de toda la geografía española. Encuadrados en un grupo único, y siguiendo un sistema de liga, se enfrentaron todos contra todos en dos ocasiones -una en campo propio y otra en campo contrario- durante un total de 38 jornadas. El orden de los encuentros se decidió por sorteo antes de empezar la competición. El torneo fue organizado por la Liga Nacional de Fútbol Profesional, aunque la Real Federación Española de Fútbol fue la responsable de la justicia deportiva y de designar a los árbitros de cada encuentro.
El sistema de puntuación fue el siguiente: tres puntos para el ganador de un partido, un punto para cada equipo en caso de un empate y sin puntos para el equipo perdedor de un encuentro. Al término del campeonato el equipo que acumuló más puntos, el Valencia CF, se proclamó campeón de la liga española y se clasificó para la fase de grupos de la próxima Liga de Campeones de la UEFA, junto con el segundo clasificado (F. C. Barcelona). El tercero y el cuarto también obtuvieron la clasificación para dicha competición, aunque disputando las eliminatorias preliminares. El quinto y el sexto clasificado, más el campeón de Copa, el Real Zaragoza, obtuvieron una plaza para la Copa de la UEFA de la temporada siguiente. El séptimo y el octavo obtuvieron plaza para jugar la Intertoto.
Los tres últimos equipos fueron relegados a la Segunda División para la temporada siguiente. De esta ascendieron, a su vez, los tres primeros clasificados, para reemplazar a los equipos descendidos.

## Clasificación
| Pos. | Equipo                 | Pts. | PJ | G  | E  | P  | GF | GC | Dif. | Clasificación 2004-05                        |
| ---- | ---------------------- | ---- | -- | -- | -- | -- | -- | -- | ---- | -------------------------------------------- |
| 1    | Valencia (C)           | 77   | 38 | 23 | 8  | 7  | 71 | 27 | +44  | Fase de grupos de la Liga de Campeones       |
| 2    | Barcelona              | 72   | 38 | 21 | 9  | 8  | 63 | 39 | +24  | Fase de grupos de la Liga de Campeones       |
| 3    | Deportivo de La Coruña | 71   | 38 | 21 | 8  | 9  | 60 | 34 | +26  | Tercera ronda previa de la Liga de Campeones |
| 4    | Real Madrid            | 70   | 38 | 21 | 7  | 10 | 72 | 54 | +18  | Tercera ronda previa de la Liga de Campeones |
| 5    | Athletic Club          | 56   | 38 | 15 | 11 | 12 | 53 | 49 | +4   | Primera ronda de la Copa de la UEFA          |
| 6    | Sevilla                | 55   | 38 | 15 | 10 | 13 | 56 | 45 | +11  | Primera ronda de la Copa de la UEFA          |
| 7    | Atlético de Madrid     | 55   | 38 | 15 | 10 | 13 | 51 | 53 | −2   | Tercera ronda de la Copa Intertoto           |
| 8    | Villarreal             | 54   | 38 | 15 | 9  | 14 | 47 | 49 | −2   | Segunda ronda de la Copa Intertoto           |
| 9    | Real Betis             | 52   | 38 | 13 | 13 | 12 | 46 | 43 | +3   |                                              |
| 10   | Málaga                 | 51   | 38 | 15 | 6  | 17 | 50 | 55 | −5   |                                              |
| 11   | Mallorca               | 51   | 38 | 15 | 6  | 17 | 54 | 66 | −12  |                                              |
| 12   | Real Zaragoza          | 48   | 38 | 13 | 9  | 16 | 46 | 55 | −9   | Primera ronda de la Copa de la UEFA          |
| 13   | Osasuna                | 48   | 38 | 11 | 15 | 12 | 38 | 37 | +1   |                                              |
| 14   | Albacete               | 47   | 38 | 13 | 8  | 17 | 40 | 48 | −8   |                                              |
| 15   | Real Sociedad          | 46   | 38 | 11 | 13 | 14 | 49 | 53 | −4   |                                              |
| 16   | Espanyol               | 43   | 38 | 13 | 4  | 21 | 48 | 64 | −16  |                                              |
| 17   | Racing de Santander    | 42   | 38 | 11 | 10 | 17 | 48 | 63 | −15  |                                              |
| 18   | Real Valladolid (D)    | 41   | 38 | 10 | 11 | 17 | 46 | 56 | −10  | Descenso de categoría                        |
| 19   | Celta de Vigo (D)      | 39   | 38 | 9  | 12 | 17 | 48 | 68 | −20  | Descenso de categoría                        |
| 20   | Real Murcia (D)        | 26   | 38 | 5  | 11 | 22 | 29 | 57 | −28  | Descenso de categoría                        |

 Fuente: BDFutbol
Notas:
1. ↑  Real Zaragoza se clasificó para la primera ronda de la Copa de la UEFA 2004-05 por ser campeón de la Copa del Rey 2003-04.
2. ↑  Al Racing de Santander se le redujo un punto por haber alineado a cuatro extracomunitarios en el partido contra Osasuna. El partido al Racing de Santander se le dio como derrota, pero no se le adjudicó como victoria al Osasuna.[1]

|                  |
|                  |
| Campeón Valencia |
| 6.º título       |

## Cuadro de resultados
| Local \ Visitante         | ALB | ATH | ATM | BAR | BET | CEL | DEP | ESP | MAL | MLL | MUR | OSA | RAC | RMA | RSO | SEV | VAL | VLD | VIL | ZAR |
| ------------------------- | --- | --- | --- | --- | --- | --- | --- | --- | --- | --- | --- | --- | --- | --- | --- | --- | --- | --- | --- | --- |
| Albacete Balompié         | —   | 1–1 | 1–1 | 1–2 | 1–0 | 0–2 | 0–2 | 2–1 | 0–1 | 2–0 | 1–0 | 0–2 | 4–0 | 1–2 | 3–1 | 1–4 | 0–1 | 2–0 | 2–0 | 3–1 |
| Athletic Club             | 1–1 | —   | 3–4 | 0–1 | 1–1 | 0–0 | 1–0 | 1–0 | 2–1 | 4–0 | 2–1 | 1–1 | 1–2 | 4–2 | 1–0 | 2–1 | 1–1 | 1–4 | 2–0 | 4–0 |
| Atlético de Madrid        | 1–0 | 3–0 | —   | 0–0 | 2–1 | 3–2 | 0–0 | 2–0 | 2–0 | 2–1 | 1–1 | 1–1 | 2–2 | 1–2 | 4–0 | 2–1 | 0–3 | 2–1 | 1–0 | 1–2 |
| F. C. Barcelona           | 5–0 | 1–1 | 3–1 | —   | 2–1 | 1–1 | 0–2 | 4–1 | 3–0 | 3–2 | 3–0 | 1–1 | 1–0 | 1–2 | 1–0 | 1–1 | 0–1 | 0–0 | 0–0 | 3–0 |
| Real Betis                | 3–2 | 1–1 | 1–2 | 1–1 | —   | 1–0 | 0–0 | 2–2 | 3–0 | 0–2 | 1–1 | 1–1 | 0–0 | 1–1 | 2–1 | 1–1 | 0–1 | 1–0 | 1–3 | 2–1 |
| R. C. Celta de Vigo       | 2–2 | 0–2 | 2–2 | 1–0 | 0–2 | —   | 0–5 | 1–5 | 0–2 | 1–2 | 1–1 | 1–0 | 0–1 | 0–2 | 2–4 | 0–0 | 0–2 | 3–2 | 2–1 | 0–2 |
| R. C. Deportivo La Coruña | 3–0 | 2–0 | 5–1 | 2–3 | 2–2 | 3–0 | —   | 2–1 | 1–0 | 0–2 | 1–0 | 2–0 | 1–1 | 2–0 | 2–1 | 1–0 | 2–1 | 1–1 | 0–1 | 4–1 |
| R. C. D. Espanyol         | 1–1 | 2–1 | 3–1 | 1–3 | 1–2 | 0–4 | 2–0 | —   | 1–2 | 2–0 | 2–0 | 0–1 | 0–1 | 2–4 | 1–1 | 1–0 | 2–1 | 2–0 | 1–2 | 0–2 |
| Málaga C. F.              | 1–1 | 2–1 | 3–1 | 5–1 | 2–3 | 2–1 | 1–1 | 5–2 | —   | 3–1 | 1–0 | 0–0 | 1–0 | 1–3 | 1–2 | 2–0 | 1–6 | 2–3 | 0–0 | 2–1 |
| R. C. D. Mallorca         | 0–0 | 1–3 | 0–1 | 1–3 | 2–1 | 2–4 | 4–2 | 4–2 | 2–1 | —   | 4–1 | 1–1 | 1–1 | 1–3 | 1–1 | 1–1 | 0–5 | 1–0 | 1–2 | 2–0 |
| Real Murcia C. F.         | 1–0 | 2–2 | 1–3 | 0–2 | 0–1 | 2–2 | 0–0 | 0–1 | 1–2 | 2–0 | —   | 0–1 | 1–1 | 2–1 | 2–2 | 1–3 | 2–2 | 2–1 | 1–1 | 1–0 |
| C. A. Osasuna             | 1–1 | 1–2 | 1–0 | 1–2 | 2–0 | 3–2 | 3–2 | 1–3 | 1–1 | 1–1 | 2–1 | —   | 1–2 | 1–1 | 1–1 | 1–1 | 0–1 | 1–1 | 2–1 | 0–1 |
| Racing de Santander       | 0–2 | 1–2 | 2–2 | 3–0 | 1–2 | 4–4 | 0–1 | 0–1 | 4–2 | 2–1 | 3–2 | 0–0 | —   | 1–1 | 0–1 | 0–4 | 0–3 | 1–0 | 0–2 | 1–2 |
| Real Madrid C. F.         | 2–1 | 3–0 | 2–0 | 1–2 | 2–1 | 4–2 | 2–1 | 2–1 | 2–1 | 2–3 | 1–0 | 0–3 | 3–1 | —   | 1–4 | 5–1 | 1–1 | 7–2 | 2–1 | 1–1 |
| Real Sociedad             | 0–1 | 1–1 | 2–1 | 3–3 | 0–4 | 1–1 | 1–2 | 3–1 | 1–1 | 0–1 | 2–0 | 1–0 | 1–0 | 1–0 | —   | 1–1 | 0–0 | 1–3 | 2–2 | 3–0 |
| Sevilla F. C.             | 2–0 | 2–0 | 1–0 | 0–1 | 2–2 | 0–1 | 1–2 | 1–0 | 0–1 | 3–0 | 1–0 | 1–0 | 5–2 | 4–1 | 1–0 | —   | 0–2 | 1–1 | 2–0 | 3–2 |
| Valencia C. F.            | 0–1 | 2–1 | 3–0 | 0–1 | 2–0 | 2–2 | 3–0 | 4–0 | 1–0 | 5–1 | 2–0 | 0–1 | 1–2 | 2–0 | 2–2 | 1–0 | —   | 1–1 | 4–2 | 3–2 |
| Real Valladolid           | 2–0 | 2–0 | 3–1 | 1–3 | 0–0 | 0–2 | 1–1 | 3–1 | 1–0 | 1–3 | 0–0 | 1–1 | 0–4 | 2–3 | 2–2 | 2–0 | 0–0 | —   | 3–0 | 1–2 |
| Villarreal C. F.          | 2–1 | 0–1 | 0–0 | 2–1 | 1–0 | 1–1 | 0–2 | 0–1 | 2–0 | 0–2 | 1–0 | 1–0 | 6–3 | 1–1 | 2–0 | 3–3 | 2–1 | 3–1 | —   | 1–1 |
| Real Zaragoza             | 0–1 | 2–2 | 0–0 | 2–1 | 0–1 | 1–1 | 0–1 | 1–1 | 1–0 | 1–3 | 3–0 | 1–0 | 2–2 | 0–0 | 2–1 | 4–4 | 0–1 | 1–0 | 4–1 | —   |

## Máximo goleadores (Trofeo Pichichi)
El Brasileño Ronaldo, esta vez en las filas del Real Madrid, logró por segunda vez el trofeo otorgado por Diario Marca al máximo goleador de la Primera División, siete años después de obtener el galardón jugando con el F. C. Barcelona.

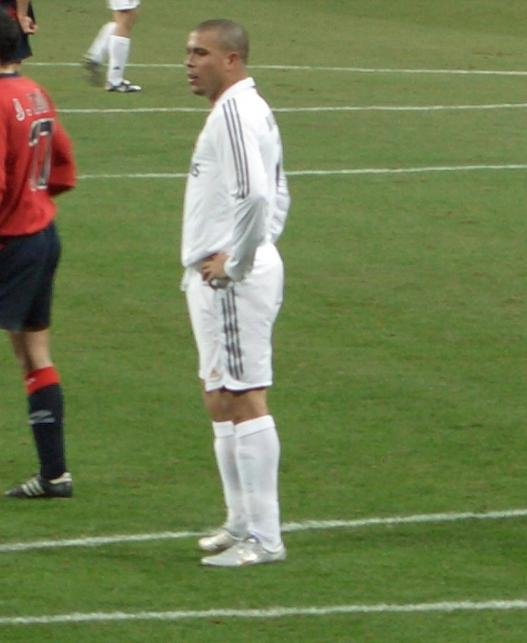
Ronaldo logró su segundo Pichichi

| Jugador         | Equipo             | Goles | Penaltis |
| --------------- | ------------------ | ----- | -------- |
| Ronaldo         | Real Madrid        | 24    | 1        |
| Júlio Baptista  | Sevilla FC         | 20    | 7        |
| Mista           | Valencia CF        | 19    | 0        |
| Salva Ballesta  | Málaga CF          | 19    | 6        |
| Raúl Tamudo     | RCD Espanyol       | 19    | 6        |
| Fernando Torres | Atlético de Madrid | 19    | 5        |
| Samuel Eto'o    | RCD Mallorca       | 17    | 6        |
| David Villa     | Real Zaragoza      | 17    | 5        |
| Savo Milošević  | Celta de Vigo      | 14    | 1        |
| Nihat Kahveci   | Real Sociedad      | 14    | 0        |
| Ronaldinho      | F. C. Barcelona    | 15    | 2        |
| Javier Saviola  | F. C. Barcelona    | 14    | 0        |

## Otros premios

### Trofeo Zamora
Santiago Cañizares, guardameta del campeón de liga, el Valencia CF, consiguió el trofeo al portero menos goleado de la Primera División de España por cuarta vez en su carrera, convirtiéndose así el futbolista que más veces ha recibido el galardón desde su creación, en 1958. Para optar al premio fue necesario disputar 60 minutos en, como mínimo, 28 partidos.

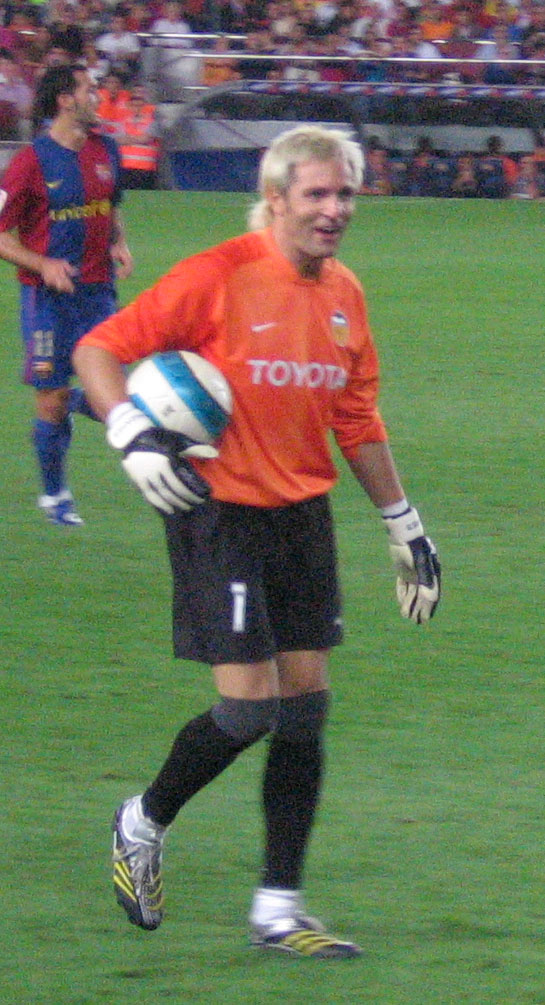
Cañizares logró su cuarto Trofeo Zamora

| Pos. | Jugador               | Equipo          | Goles | Partidos | Promedio |
| ---- | --------------------- | --------------- | ----- | -------- | -------- |
| 1.º  | Santiago Cañizares    | Valencia CF     | 25    | 37       | 0,68     |
| 2.º  | José Francisco Molina | RC Deportivo    | 30    | 33       | 0,91     |
| 3.º  | Ricardo Sanzol        | CA Osasuna      | 32    | 34       | 0,94     |
| 4.º  | Víctor Valdés         | F. C. Barcelona | 31    | 32       | 0,97     |
| 5.º  | Esteban Suárez        | Sevilla FC      | 34    | 30       | 1,13     |
| 6.º  | Daniel Aranzubia      | Athletic Club   | 42    | 34       | 1,24     |
| 7.º  | Pepe Reina            | Villarreal CF   | 49    | 38       | 1,29     |
| 8.º  | Iker Casillas         | Real Madrid     | 50    | 37       | 1,35     |
| 9.º  | Albano Bizzarri       | Real Valladolid | 53    | 37       | 1,43     |
| 10.º | César Láinez          | Real Zaragoza   | 44    | 30       | 1,47     |

1. ↑  Partidos en los que el guardamenta disputó, como mínimo, 60 minutos.

### Trofeo Guruceta
Manuel Enrique Mejuto González se confirmó como uno de los mejores árbitros españoles del momento, logrando el premio Guruceta del Diario Marca por tercer año consecutivo.
| Pos. | Árbitro (colegio)              | Puntos | Partidos | Coeficiente |
| ---- | ------------------------------ | ------ | -------- | ----------- |
| 1.º  | Manuel Enrique Mejuto González | 25     | 15       | 1,67        |
| 2.º  | César Muñiz Fernández          | 24     | 15       | 1,59        |
| 3.º  | Víctor Esquinas Torres         | 26     | 17       | 1,53        |

### Trofeo EFE
En su primera temporada en España, Ronaldinho Gaúcho comenzó a acaparar distinciones, entre ellas, el Trofeo EFE al mejor jugador iberoamericano de la Primera División.

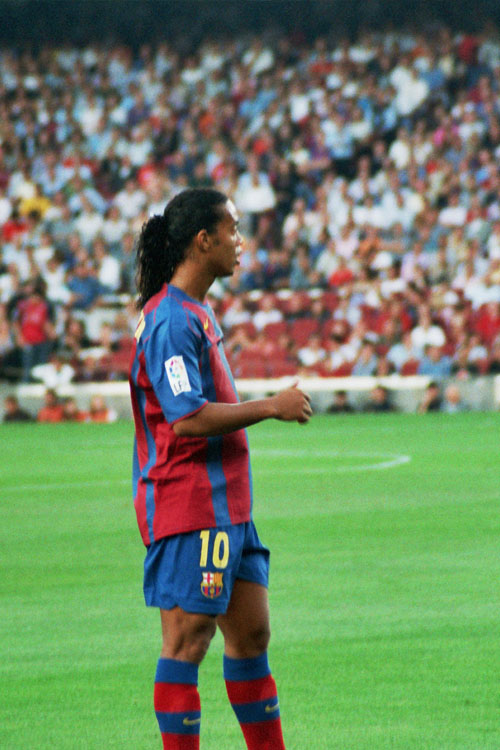
Ronaldinho abanderó el proyecto del nuevo presidente del F. C. Barcelona, Joan Laporta

| Pos | Jugador         | Equipo          | Puntos |
| --- | --------------- | --------------- | ------ |
| 1.º | Ronaldinho      | F.C. Barcelona  | 227    |
| 2.º | Gabriel Milito  | Real Zaragoza   | 210    |
| 3.º | Albano Bizzarri | Real Valladolid | 201    |

### Premio Juego Limpio
El Valencia CF recibió el premio otorgado por la Real Federación Española de Fútbol al fair play.
| # | Club        | Ptos |
| - | ----------- | ---- |
| 1 | Valencia CF | 99   |

## Fichajes

### Fichajes más caros
| Pos. | Jugador          | Club de destino | Club de origen      | Precio (€) | Ref.  |
| ---- | ---------------- | --------------- | ------------------- | ---------- | ----- |
| 1.º  | David Beckham    | Real Madrid     | Manchester United   | 35.000.000 | [ 5 ] |
| 2.º  | Ronaldinho       | Barcelona       | París Saint-Germain | 25.000.000 | [ 6 ] |
| 3.º  | Ricardo Quaresma | Barcelona       | Sporting de Lisboa  | 6.000.000  | [ 7 ] |